# Nana (film)
|  | Denne artikel er oprettet af botten Steenthbot ud fra en ekstern database. Den kan derfor have sproglige fejl eller mangler. Denne skabelon kan fjernes efter kontrol af indholdet. |

 For alternative betydninger, se Nana. (Se også artikler, som begynder med Nana)
Nana er en dansk kortfilm fra 1999 instrueret af Jens Mikkelsen og efter manuskript af Jens Mikkelsen og Anna Karina Steenholdt.

## Handling
Nana kommer hjem en dag for tidligt og finder sin mand i seng med en anden kvinde. Vi følger Nana igennem et heftigt døgn.

## Medvirkende
- Beate Bille
- Mads Mikkelsen
- Jesper Lohmann
- Baard Owe
- Jens Mikkelsen
- Niels Skousen
- Kristian Ibler
- Nicolaj Monberg
- Mikkel Hess
- Rachel Green
- Tilde Maja
- Linda Krogsøe Holmberg